# Centranthus trinervis
Centranthus trinervis е вид растение от семейство Бъзови. Видът е застрашен от изчезване.

## Разпространение
Разпространен е във Франция.